# 治承の大火
治承の大火（じしょうのたいか）は、治承2年3月24日（1178年4月13日）に平安京内で起こった大火災。前年の安元の大火（太郎焼亡）との関連で次郎焼亡（じろうしょうぼう）とも呼ばれる。
この日の夜半に七条東洞院（現在の東本願寺南東の角）から出火、折からの東風に煽られて七条通沿いに朱雀大路に至るまでの三十数町が全焼した。この地域は当時の人口密集地であり、そこを直撃したことになる。そこは前年の安元の大火（太郎焼亡）で焼け残った地域とも重なっており、人々に甚大な衝撃を与えた。
なお、この火災の日付については、『玉葉』が3月24日、『後清録記』が4月24日のこととしており、『後清録記』の日付を採用する説もある。また方丈記に見られる「治承の辻風」は治承4年4月に起きた天災であり、当災害とは別の記事である。